# Han Peng
Han Peng (chiń. upr. 韩鹏; chiń. trad. 韓鵬; pinyin Hán Péng; ur. 13 września 1983 w Jinanie) – chiński piłkarz występujący na pozycji napastnika w drużynie Shandong Luneng Taishan.

## Kariera piłkarska

### Klubowa
Od początku swojej kariery profesjonalnej kariery piłkarskiej, czyli od 2002 roku Han Peng jest zawodnikiem Shandong Luneng Taishan. W swym pierwszym sezonie rozegrał w lidze 16 spotkań i zdobył 2 bramki. Najwięcej, bo 13 strzelił w sezonie 2007. Został również dwukrotnym mistrzem kraju – jego drużyna wygrała Chinese Super League w sezonie 2006 i 2008.

### Reprezentacyjna
Han Peng zadebiutował w reprezentacji Chin 3 czerwca 2006 roku, w przegranym 1:4 meczu ze Szwajcarią. Był również powołany na Puchar Azji 2007 oraz Igrzyska Olimpijskie w Pekinie.